# 2021년 서울국제실험영화페스티벌
제18회 서울국제실험영화페스티벌은 2021년 9월 9일에 열린 시상식이다.

## 수상 및 후보

### BEST EXiS AWARD
- 행복한 계곡 - 사이먼 류 수상

### KOREAN EXiS AWARD
- 시간이 되돌리는 시간 - 전준혁 수상

### Jungwoon AWARD
- 눈 뒤편의 정경 - 김소희 수상

### 심사위원 특별언급
- 13 - 신야 이소베 수상

### 엑스-나우
- 리볼리커스 - 빅터 오르즈코 라미레즈
- 원거리 홈 무비 - 신이치 미야카와
- 은빛들 - 마리야 니키포로바 외 1명
- 13 - 신야 이소베
- 울트라마린 페이스 - 가브리엘 로시
- 통로 - 안 오렌
- 미친 형제들 - 보르하 산토메
- 내가 모르는 특정한 중국 - 클레어 천 유 리우
- 데이터 장례식 - 가오 웬치엔
- 오지 - 페데리카 포그리아
- 시즌/패턴 - 제임스 에드몬즈
- 파트-타임 문 - 리 산 킷
- 행복한 계곡 - 사이먼 류
- 내 꿈속에서 만나 - 이케조에 슌
- 가방 속 자화상 - 다이애나 배리
- 해변 - 두시카 드래직
- 레볼리쿠스 - 빅터 오르즈코 라미레즈
- 점들의 여왕 - 마이클 라이언
- THE THAW(EL DESHIELO - LUCIA LOPEZ 외 2명
- 예인 일지 - 얀 웨이
- 문화 도약(비선형) - 로저 혼
- 111 판타지 - 발레리 베르
- 곤충학적 기억 #1: 잠자리 목 / 풍화된 데이터 - 실비 뉴마이어
- 말렘베 - 루이스 아르니아스
- 세포와 유리 - 하야시 유키
- 일종의 친밀감 - 토비 불
- 파란 장미 - 올리야 콜선
- Trans-Continental-Railway - 정재훈
- LIMBO - 최수현
- 기억극장 - 함희윤
- 건설 유니버스의 어떤 오류 - 박군제
- 고양이는 자는 척을 할까 - 장윤미
- 거주자들 - 정석주
- 시간이 되돌리는 시간 - 전준혁
- 1021 - 노영미
- VERTIGO - 박세영
- 수집가들 - 서원태
- 심리테스트 - 김진수
- 물속의 속삭임 - 오온유
- 눈 뒤편의 정경 - 김소희

### 엑스-초이스
- 머 로즈 클레어 - 이사벨 아르베르
- 병에 담긴 노래들 1 - 4 - 케빈 B. 리 외 1명
- 나만의 풍경 - 앙트완 샤퐁
- 오후의 사이딩 - 지나 하라
- 내 동생이 있든 없든 - 닐슨 토마스 캐롤
- 악사라 마야 - 송민정
- 하우 투 디서피어 - 토탈 리퓨절
- 터미네이션 (어 핸드 인 더 게임) - 힐레비 세실리아 회그스트룀
- 머 로즈 클레어 - 이사벨 아르베르
- 파농을 찾아서 1 - 래리 아치암퐁 외 1명
- 파농을 찾아서 2 - 래리 아치암퐁 외 1명
- 파농을 찾아서 3 - 래리 아치암퐁 외 1명
- 모든 존재들은 고통받고 있다 - 리 주
- 포레스트 온 로케이션 - 퍼시즌 브로어센 외 1명
- 그 무엇도 유령으로부터 자유로울 수 없다 - 라이너 콜베르거
- 알파와 오메가 - 김은솔
- 모델 주 - 포렌식 아키텍처
- 검은 태양 X : 캐스퍼, 마녀, 그리고 물구나무종 - 염지혜
- 액션, 거의 생각할 수 없는 - 마오 하오난
- 고요하고 차가운 벽 안의 울타리 - 바삼 알-사바
- 둠즈데이 비디오 - 최윤
- 지오맨서 - 로렌스 렉
- 하늘을 나는 방법 - 데이비드 블랜디
- 커런트 레이어즈 - 염지혜
- 엉망 - 피터 버
- 반도투어 - 김보용
- 어둠 속에 앉아서 - 그레이엄 아르필드
- 그녀의 이름은 유로파였다 - 안야 도니덴 외 1명
- 러싱 그린 위드 호스 - 우테 오랜드
- 록 바텀 라이저 - 펀 실바
- 보라색 바다 - 칼레드 압둘와헤드 외 1명
- 병에 담긴 노래들 1 - 4 - 케빈 B. 리 외 1명
- 두 개의 광경 - 조슈아 보네타
- 스트라툼 2 - 총 펑
- 플라스틱 하우스 - 앨리슨 촌
- 트레인 어게인 - 피터 체르카스키
- 모스니- 바다를 향해, 해안을 향해 - 스카이 호핀카

### 엑스-레트로
- 어린이의 정원과 위험한 바다 - 스탠 브래키지
- 빅토리아의 포유류 - 스탠 브래키지
- 낮의 신이 그에게로 왔다 - 스탠 브래키지
- 석조가옥 안에서 - 제롬 힐러
- 새로운 해안 - 제롬 힐러
- 머큐리의 언어 - 제롬 힐러
- 마지날리아 - 제롬 힐러
- 폼필드 NO. 1 - 스탠 밴더빅
- 폼필드 NO. 2 - 스탠 밴더빅
- 폼필드 NO. 3 - 스탠 밴더빅
- 폼필드 NO. 5 - 자유낙하 - 스탠 밴더빅
- 폼필드 NO. 7 - 평화 - 스탠 밴더빅
- 기하학 환상 - 스탠 밴더빅

### 엑스-라이브
- 검은 강 - 제이드 블랙스톡
- 날아라 - 홀리 밀러
- 유혹 - 로지 기븐스
- 혼종 - 로지 기븐스
- 사랑하기엔 너무 이르지만 키스하기엔 너무 늦어 파트 1 - 루카 보사니
- 사랑하기엔 너무 이르지만 키스하기엔 너무 늦어 파트 2 - 루카 보사니
- 루카 보사니: 페데리코 에스포시토와의 인터뷰 - 루카 보사니
- 어쩌면 나는 딸기일지도 몰라 - 코바야시 유키
- 당신은 모든 곳에서 방황해야 한다 - 위스키 초우
- 진주-혀 - 셀리나 보넬리
- 스왈로우 - 폴라 핏치몬스
- 플라즈마 비스타 - 사라 콕킹스 외 1명
- 우리를 묶는 밧줄은 그들을 자유롭게 한다 - 나이젤 롤프
- 먼지의 번식 - 나이젤 롤프
- 늪 속으로 - 나이젤 롤프

### 인디 비주얼
- 벤자민의 숲
- 사라진 인물들과 사라지지 않은 세계 혹은 그 반대
- 더 멀리 더 작은
- 공중 조각
- 플란테리언즈
- 밥 먹었어요?
- 기다릴수 없어
- 섬
- 행성
- 호텔 로열
- 추출: 메두사의 뗏목
- 우비 순트
- 탑
- 무인 지대
- 이비에
- 미로
- 제니303
- 자유

### 아시아 포럼
- 거친 입자의 시간 VOL.5 횡단보도 위의 보행자(들) - 고시마 가즈히로
- 연료 - 아라키 유
- 허니문 - 아라키 유
- 만약 내가 나를 움직인다면 - 토모토시
- 일본, 아름다운 혹은 모호한, 그리고 우리 자신 - 토모토시